# Эванс, Линда
Линда Эванс (англ. Linda Evans; род. 18 ноября 1942[…], Хартфорд, Коннектикут) — американская актриса, лауреат премии «Золотой глобус» за роль Кристал Кэррингтон в популярной мыльной опере 1980-х годов «Династия».

## Биография
Линда Эванстад (англ. Linda Evenstad) родилась в Коннектикуте в семье профессиональных танцоров. Фамилия её семьи происходит от названия небольшой фермы в норвежской губернии Хедмарк, откуда её прабабушка по отцовской линии эмигрировала в США в 1884 году. В детстве она с семьёй перебралась в Голливуд, где обучалась в школе драмы.
С началом актёрской карьеры на телевидении в 1960 году она сменила фамилию на Эванс. В последующие несколько лет она появилась в небольших ролях в ряде телесериалов, прежде чем в 1965 году получила свою первую крупную роль в телевестерне «Большая долина», где снималась последующие четыре года. Следующая заметная роль ей досталась лишь в 1976 году в шпионской драме «Охотник», где Эванс сыграла Марту Шоу.
Настоящий успех и мировая известность пришла к актрисе в 1981 году с ролью Кристл Каррингтон в мыльной опере «Династия». За восемь лет съёмок Линда Эванс пять раз номинировалась на премию «Золотой глобус» как лучшая актриса в теледраме, и один раз стала лауреатом данной премии (1982), а также номинировалась на «Эмми» за лучшую женскую роль в драматическом телесериале. После окончания съёмок в 1989 году актриса почти прекратила сниматься, посвятив себя фитнесу, и создав вскоре небольшую сеть фитнес-центров. В 1991 году Линда Эванс вернулась на телеэкраны в роли Кристл Каррингтон в телефильме «Династия: Примирение», и после ещё пары ролей, в 1997 году завершила актёрскую карьеру.
Актриса дважды была замужем. Её первым супругом был актёр Джон Дерек (1968—1974), брак с которым закончился разводом. Вторым мужем Линды Эванс с 1976 по 1981 год был Стен Эванс. С 1989 по 1998 год она встречалась с музыкантом Янни.
За вклад в телевизионную отрасль США Линда Эванс в 1987 году была удостоена звезды на Голливудской алле славы. В 2005 году в телефильме «Династия: За кулисами секса, алчности и интриг», основанного на истории создания знаменитого телесериала, роль Эванс исполнила Мелора Хардин.

## Фильмография
- 1963 — Сумерки чести / Twilight of Honor
- 1965 — Ох, уж эти Кэллоуэйзы / Those Calloways
- 1965 — Пляжные игры / Beach Blanket Bingo
- 1965—1969 — Большая долина / The Big Valley (112 эпизодов)
- 1974 — Человек клана / Klansman
- 1975 — Митчелл / Mitchell
- 1976—1977 — Охотник / Hunter (13 эпизодов)
- 1979 — Экспресс-лавина / Avalanche Express
- 1980 — Том Хорн / Tom Horn
- 1981—1983 — Лодка любви / The Love Boat (6 эпизодов)
- 1982 — Обнажённый аромат / Bare Essence
- 1986 — Север и Юг 2 / North and South, Book II
- 1981—1989 — Династия / Dynasty (209 эпизодов)
- 1990 — Она выбирает романтику / She`ll take Romance
- 1991 — Династия: Примирение / Dynasty: The Reunion

## Награды
- Золотой глобус 1964 — «Мисс Золотой глобус»
- Золотой глобус 1982 — «Лучшая актриса в драматическом телесериале» («Династия»)